# Leoš Friedl
Leoš Friedl (* 1. leden 1977 Jindřichův Hradec) je bývalý český profesionální tenista. Postupně se vyprofiloval v deblového specialistu, ve které vyhrál 16 turnajů okruhu ATP.
Největším úspěchem jeho kariéry se stalo vítězství ve smíšené čtyřhře ve Wimbledonu 2001, kdy triumfoval s Danielou Hantuchovou. Stal se tak po Novotné, Cyrilovi a Heleně Sukové čtvrtým českým tenistou, kterému se podařilo vyhrát Wimbledon ve smíšené čtyřhře.
Profesionální kariéru ukončil na konci sezóny 2001 pro zdravotních důvodů, především problémy se zády. Později začal působit jako tenisový trenér. Od července 2022 plní roli hlavního trenéra bývalé světové jedničky Karolíny Plíškové.

## Finálové účasti Grandslamu

#### Smíšená čtyřhra: 1 (1–0)
| Stav  | Rok  | Turnaj    | Povrch | Spoluhráčka        | Soupeři ve finále          | Výsledek      |
| ----- | ---- | --------- | ------ | ------------------ | -------------------------- | ------------- |
| Vítěz | 2001 | Wimbledon | tráva  | Daniela Hantuchová | Mike Bryan Liezel Huberová | 4–6, 6–3, 6–2 |

## Finálové účasti na turnajích ATP (32)

### Čtyřhra - výhry (16)
| Č.  | Datum             | Turnaj                         | Povrch | Partner          | Soupeři ve finále                        | Výsledek     |
| 1.  | 30. červenec 2000 | Orange Prokom Open, San Marino | antuka | Tomáš Cibulec    | Gastón Etlis Jack Waite                  | 7-61 7-5     |
| 2.  | 28. červenec 2002 | Sopoty, Polsko                 | antuka | František Čermák | Jeff Coetzee Nathan Healey               | 7-5 7-5      |
| 3.  | 13. duben 2003    | Casablanca, Maroko             | antuka | František Čermák | Devin Bowen Ashley Fisher                | 6-3 7-5      |
| 4.  | 25. červenec 2004 | Kitzbühel, Rakousko            | antuka | František Čermák | Lucas Arnold Ker Martín García           | 6-3 7-5      |
| 5.  | 15. srpen 2004    | Sopoty, Polsko                 | antuka | František Čermák | Martín García Sebastian Prieto           | 2-6 6-2 6-3  |
| 6.  | 13. únor 2005     | Buenos Aires, Argentina        | antuka | František Čermák | José Acasuso Sebastian Prieto            | 6-2 7-5      |
| 7.  | 20. únor 2005     | Costa Do Sauipe, Brazílie      | antuka | František Čermák | José Acasuso Ignacio Gonzalez King       | 6-4 6-4      |
| 8.  | 10. duben 2005    | Casablanca, Maroko             | antuka | František Čermák | Martín García Luis Horna                 | 6-4 6-3      |
| 9.  | 1. květen 2005    | Estoril, Portugalsko           | antuka | František Čermák | Juan Ignacio Chela Tommy Robredo         | 6-3 6-4      |
| 10. | 10. červenec 2005 | Gstaad, Švýcarsko              | antuka | František Čermák | Michael Kohlmann Rainer Schüttler        | 7-66 7-611   |
| 11. | 31. červenec 2005 | Kitzbühel, Rakousko            | antuka | Andrei Pavel     | Christophe Rochus Olivier Rochus         | 6-2 6-75 6-0 |
| 12. | 19. únor 2006     | Buenos Aires, Argentina        | antuka | František Čermák | Vasilis Mazarakis Boris Pašanski         | 6-1 6-2      |
| 13. | 5. březen 2006    | Acapulco, Mexiko               | antuka | František Čermák | Potito Starace Filippo Volandri          | 7-5 6-2      |
| 14. | 6. srpen 2006     | Sopoty, Polsko                 | antuka | František Čermák | Martín García Sebastian Prieto           | 6-3 7-5      |
| 15. | 22. červenec 2007 | Stuttgart, Německo             | antuka | František Čermák | Guillermo García-López Fernando Verdasco | 6-4 6-4      |
| 16. | 1. srpen 2010     | Umag, Chorvatsko               | antuka | Filip Polášek    | František Čermák Michal Mertiňák         | 6-3 7-67     |

### Čtyřhra - prohry (16)
| Č.  | Datum             | Turnaj                      | Povrch | Partner          | Soupeři ve finále                    | Výsledek      |
| 1.  | 26. srpen 2001    | Long Island, USA            | tvrdý  | Radek Štěpánek   | Jonathan Stark Kevin Ullyett         | 1-6 4-6       |
| 2.  | 29. září 2002     | Palermo, Itálie             | antuka | František Čermák | Lucas Arnold Ker Luis Lobo           | 4-6 6-4 2-6   |
| 3.  | 5. leden 2003     | Čennaj, Indie               | tvrdý  | František Čermák | Julian Knowle Michael Kohlmann       | 6-71 6-73     |
| 4.  | 12. leden 2003    | Auckland, Nový Zéland       | tvrdý  | Tomáš Cibulec    | David Adams Robbie Koenig            | 6-75 6-3 3-6  |
| 5.  | 16. únor 2003     | Viña del Mar, Chile         | antuka | František Čermák | Agustín Calleri Mariano Hood         | 3-6 6-1 4-6   |
| 6.  | 13. červenec 2003 | Gstaad, Švýcarsko           | antuka | František Čermák | Leander Paes David Rikl              | 3-6 3-6       |
| 7.  | 3. srpen 2003     | Sopoty, Polsko              | antuka | František Čermák | Mariusz Fyrstenberg Marcin Matkowski | 4-6 7-67 3-6  |
| 8.  | 28. září 2003     | Palermo, Itálie             | antuka | František Čermák | Lucas Arnold Ker Mariano Hood        | 6-76 7-63 4-6 |
| 9.  | 29. únor 2004     | Costa Do Sauipe, Brazílie   | antuka | Tomas Behrend    | Mariusz Fyrstenberg Marcin Matkowski | 2-6 2-6       |
| 10. | 18. duben 2004    | Estoril, Portugalsko        | antuka | František Čermák | Juan Ignacio Chela Gastón Gaudio     | 2-6 1-6       |
| 11. | 23. květen 2004   | St. Pölten, Rakousko        | antuka | Tomáš Cibulec    | Mariano Hood Petr Pála               | 6-3 5-7 4-6   |
| 12. | 19. červenec 2005 | 's-Hertogenbosch, Holandsko | tráva  | Tomáš Cibulec    | Cyril Suk Pavel Vízner               | 3-6 4-6       |
| 13. | 15. leden 2006    | Sydney, Austrálie           | tvrdý  | František Čermák | Fabrice Santoro Nenad Zimonjić       | 1-6 4-6       |
| 14. | 5. únor 2006      | Viña del Mar, Chile         | antuka | František Čermák | José Acasuso Sebastian Prieto        | 6-72 4-6      |
| 15. | 7. květen 2006    | Estoril, Portugalsko        | antuka | Lucas Arnold Ker | Lukáš Dlouhý Pavel Vízner            | 3-6 1-6       |
| 16. | 27. květen 2007   | Pörtschach, Rakousko        | antuka | David Škoch      | Simon Aspelin Julian Knowle          | 6-76 7-5 5-10 |

## Davisův pohár
Leoš Friedl se zúčastnil 1 zápasu v Davisově poháru za tým Česka.
Bilance dvouhra 0-0
Bilance čtyřhra 0-1